# Ophthalmomiris
Ophthalmomiris is een geslacht van wantsen uit de familie van de Miridae (Blindwantsen). Het geslacht werd voor het eerst wetenschappelijk beschreven door Berg in 1883.

## Soorten
Het genus bevat de volgende soorten:

- Ophthalmomiris reuteri Berg, 1883
- Ophthalmomiris spurius (Stål, 1859)